# Die Wölfin vom Teufelsmoor
Die Wölfin vom Teufelsmoor alias Tod im November ist ein österreichischer Spielfilm aus dem Jahre 1976 mit den internationalen Stars John Phillip Law und Florinda Bolkan in den Hauptrollen. Die Geschichte basiert auf der Erzählung Walpurga von Josef Pfandler (1900–1987), dem Vater des 1929 geborenen Teufelsmoor-Regisseurs Helmut Pfandler.

## Handlung
Der Vermessungsingenieur John Vanetti kommt im Auftrag der Landesregierung in ein kleines Dorf im Norden Österreichs, um dort Vorbereitungen für den Bau von Industrieanlagen zu treffen. Kaum angekommen, muss er sich mit den unterschiedlichsten Problemen herumplagen: Die Landbevölkerung begegnet ihm mit größtmöglichem Misstrauen, und bald werden dem urbanen Ingenieur auch die Gründe dafür klar: Er ist in ein schwer erträgliches Umfeld von Aberglauben, okkulten Riten und Hexenverehrung geraten! Vanetti wird von den Einheimischen rasch als Eindringling in deren kleine, abgeschiedene Welt betrachtet, als Bedrohung ihres bisherigen Lebens.
Die einzige Unterstützung erhält Vanetti ausgerechnet von der als „Hexe vom Erlehof“ angesehenen Walpurga Vendel. Rasch fühlen sich die beiden sehr unterschiedlichen Charaktere magisch voneinander angezogen. Als Vanetti mit seiner Arbeit beginnen will, ereignen sich in seinem Umfeld ständig mysteriöse Dinge, die ihn am Fortkommen hindern. Auch sterben plötzlich mehrere Menschen wie die Fliegen. Bald muss sich auch der Fremde fragen, ob diese Vorkommnisse übernatürliche Gründe haben und ob womöglich Walpurga dahinter steckt. Die Dorfbewohner werden von Tag zu Tag aufgebrachter und feindseliger und sehen in Vanetti den einzigen Schuldigen für die Vorkommnisse. Dann kommt es zum Eklat…

## Produktionsnotizen
Die Wölfin vom Teufelsmoor entstand 1976 im niederösterreichischen Waldviertel und lief in Deutschland am 27. Oktober 1978 in den Kinos an.
Zuvor wurde der Streifen auch in Österreich gezeigt.
Nino Borghi besorgte die Filmausstattung, Inge Lüttich entwarf die Kostüme.

## Kritiken
Auf viennale.at heißt es: „Fortschritt und Aberglaube, Romantik und Didaktik prallen unversöhnlich aufeinander in diesem verschrobenen Heimathorrorfilm, den Helmut Pfandler einer Erzählung seines Vaters Josef entlehnt hat. In der Titelrolle als Druidin: die katzenhafte Florinda Bolkan, ein Berggewächs, gegen das einzig das Kraut der Liebe gewachsen ist.“
Auf film.at heißt es: „Ein zu Unrecht vergessenes Kleinod des Kommerzkinos aus dem Blut und Boden des Heimatfilms.“
Im Lexikon des Internationalen Films heißt es: „Hexenglaube, Sex und Umweltkritik als Handlungselemente eines österreichischen Horrorfilmversuchs.“
Auf italo-cinema.de lässt sich folgende Einschätzung lesen: „‚Die Wölfin vom Teufelsmoor‘ ist ein in jeder Hinsicht ein überraschender Beitrag im Sektor der übernatürlichen Geschehnisse geworden. Die Bezeichnung Horror-Film behält nur als Gesamt-Klassifikation bestand, da man im Endeffekt nicht den handelsüblichen Reißer angeboten bekommt, sich aber dennoch anlehnte, und insgesamt sieht man einen sehr bemerkenswerten, wenn hin und wieder auch uneindeutigen Ausflug in das Reich mysteriöser Geschehnisse.“